# 佩卡·涅米 (越野滑雪运动员)
佩卡·涅米（芬蘭語：Pekka Niemi，1909年11月15日—1993年12月21日），芬兰男子越野滑雪运动员。他曾代表芬兰参加1936年冬季奥林匹克运动会越野滑雪比赛，获得男子18公里铜牌。